# Jutiapa (Atlántida)
Jutiapa é uma cidade hondurenha do departamento de Atlántida.